# Апамейская митрополия
Апамейская митрополия — историческая епархия Константинопольской православной церкви с центром в Апамеи Вифинской.

## История
Христианизация региона произошла в апостольский период, так как о многочисленной христианской общине в Вифинии упоминает уже во II веке Плиний Младший.
Епископы Апамейские первоначально подчинялись главе Никомедийской митрополии, но в 640 году Апамейская епархия получила статус автокефальной в составе Константинопольского патриархата и заняла восьмое место в списке автокефальный архиепископий, а к концу X века — третье.
На рубеже XI—XII веков кафедра была переведена в разряд митрополий и заняла 69-е место в списке митрополий Константинопольского престола.
Со второй половины XIV века, после завоевания Вифинии турками, кафедра становится титулярной.

## Епископы
- Феофил (упом. 381)
- Евлисий (нач. V в.)
- Каллиник (до 431 — после 451)
- Марк (упом. 536 [1])
- Феопемпт (упом. 691)
- Евстратий (упом. 787)
- Евлампий (до 847/48 — 869)
- Павел (упом. 870)
- Софроний (упом. 879)
- Василий (кон. X в.)
- Феодор (XI в.)
- Михаил (ок. XI—XIII в.)
- Константин (упом. 1032)
- Георгий (или Григорий) (до 1145 — после 1156)
- Исаак (1158 — после 1172)
- неизвестный (упом. 1274)
- неизвестный (упом. 1310)
- Василий (Магриотис) (4 апреля 1926 — декабрь 1930)
- Спиридон (Синодинос) (18 ноября 1945 — 25 января 1951)
- Иаков (Вирвос) (13 мая 1956 — 10 декабря 1963)
- Иаков (Гарматис) (25 декабря 1969 — 15 марта 1979)
- Спиридон (Папагеоргиу) (24 ноября 1985 — 5 ноября 1991)
- Викентий (Маламатениос) (11 апреля 1998 — 27 марта 2012)
- Паисий (Ларендзакис) (c 20 октября 2018)[2]